# Faiditus spinosus
Faiditus spinosus är en spindelart som först beskrevs av Eugen von Keyserling 1884.  Faiditus spinosus ingår i släktet Faiditus och familjen klotspindlar. Inga underarter finns listade i Catalogue of Life.